# Неограниченная подводная война
Неограни́ченная подво́дная война́ (нем. Uneingeschränkter U-Boot-Krieg) — тип военных действий на морском театре военных действий, при котором подводные лодки топят гражданские торговые и пассажирские суда без соблюдения правил ведения морской войны, установленных Гаагскими конвенциями и Женевской конвенцией (II).
Возникла как неизбежное следствие изобретения подводных лодок — обладая существенно меньшей броневой защищённостью, чем надводные корабли, и малым запасом плавучести, они не могли противостоять последним в открытом бою, что приводило к необходимости действовать в обход принятых конвенций о войне на море. Кроме того, на подводной лодке просто не было достаточно места, еды и прочего для спасения людей с атакованных плавсредств противника.
В истории отмечены три основные военные кампании с применением неограниченной подводной войны:
1. Первая Битва за Атлантику в ходе Первой мировой войны (применялась Германией в 1915 и 1917—1918 годах, что явилось одним из поводов для вступления США в войну в 1917 году);
2. Вторая Битва за Атлантику в ходе Второй мировой войны 1939—1945 годов (проводилась всеми без исключения воюющими странами);
3. Война на Тихом океане (проводилась США против Японии).

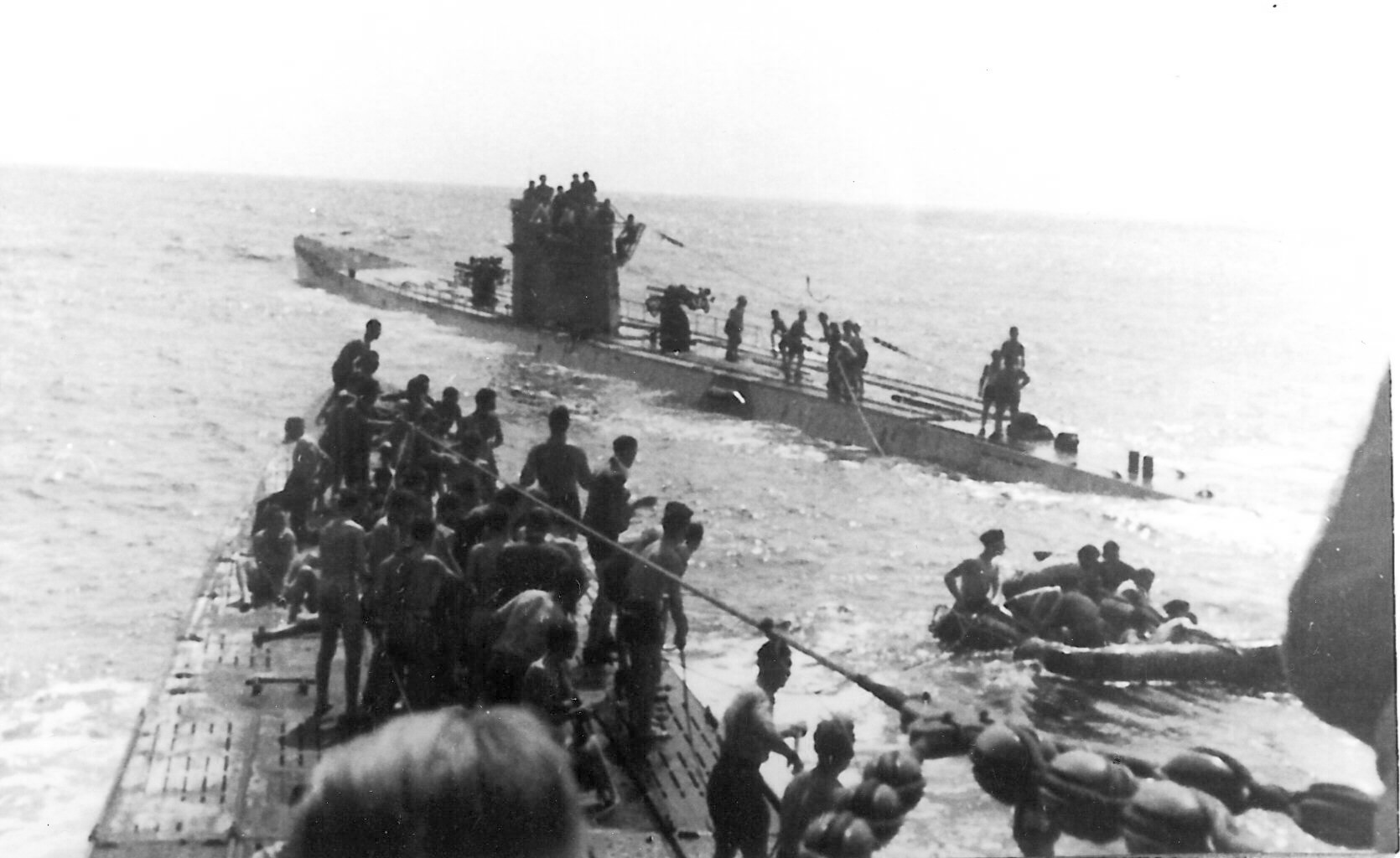
Немецкие подлодки спасают выживших с британской «Лаконии», 15 сентября 1942

После окончания Второй мировой войны, с появлением противокорабельных ракет дальнего радиуса действия (в том числе загоризонтных), Лондонский морской протокол де-факто утратил силу. Несмотря на то, что эта конвенция 1936 года использовалась в обвинительном заключении против адмирала Карла Дёница (он был признан виновным в её нарушении), его приговор на Нюрнбергском процессе, по мнению некоторых критиков, не основывался на обвинении в нарушении каких-либо международных договоров о подводной войне. Однако ему ставился в вину приказ «Тритон Нуль», запрещавший немецким подводникам рисковать своими субмаринами, спасая экипаж потопленных ими судов, который был продиктован стремлением сохранить атаки подводных лодок в тайне как можно дольше и избежать их преследования противолодочными силами противника. В отличие от решения о неограниченной подводной войне, данный приказ исходил непосредственно от Дёница и появился после совершенно чрезвычайного инцидента с «Лаконией», когда ВВС США бомбили немецкие суда и подлодки, осуществлявшие спасательную операцию британского судна «Лакония», спасая его экипаж (британцев и поляков) и перевозимых этим судном итальянских военнопленных.